# Cieszyca (herb szlachecki)

Cieszyca, wersja podstawowa

Cieszyca odmienny

Cieszyca (Węsierski II, Cieszyca-Węsierski) – kaszubski herb szlachecki.

## Opis herbu
Herb występował w co najmniej dwóch wariantach. Opisy z wykorzystaniem zasad blazonowania, zaproponowanych przez Alfreda Znamierowskiego:
Cieszyca (Węsierski II, Cieszyca-Węsierski): W polu błękitnym półksiężyc srebrny z twarzą, nad nim takaż podkowa między dwiema gwiazdami złotymi w pas. Klejnot: nieznany.
Cieszyca odmienny (Węsierski II odmienny, Gruchała-Węsierski odmienny, Cieszyca-Węsierski odmienny): Gwiazdy srebrne, jedna dodatkowa nad podkową.

## Najwcześniejsze wzmianki
Wymieniany przez Nowego Siebmachera i Emiliana Szeligę-Żernickiego (Die Polnischen Stammwappen, Der Polnische Adel). Wariant drugi jest znany z pieczęci z XVIII wieku.

## Rodzina Cieszyca
Rodzina drobnoszlachecka, nazwisko niegniazdowe. Możliwe, że pochodzi od skróconego imienia typu Cieszymir, Cieszymysł, Cieszysław. Pierwsze wzmianki o rodzinie z 1608 roku. Rodzina miała dział w Węsiorach.

## Herbowni
Cieszyca (Ciosica, Czeszica). Rodzina używała też przydomku Węsierski. Herb w wariancie drugim przypisywany był Gruchałom-Węsierskim, ale Pragert uważa, że w rzeczywistości był to herb Cieszyców. Sposób w jaki pieczęć z tym herbem trafiła do przedstawiciela rodziny Gruchała jest nieznany.